# Meta (Italia)
Meta es un municipio italiano localizado en la ciudad metropolitana de Nápoles, región de Campania. Cuenta con 8.015 habitantes en 2,25 km². Se encuentra ubicado en la península Sorrentina.
El territorio municipal contiene las frazioni (subdivisiones) de Alberi y Casastarita. Limita con los municipios de Piano di Sorrento y Vico Equense.

## Demografía
| Gráfica de evolución demográfica de Meta entre 1861 y 2011 |
|                                                            |
| Fuente ISTAT - elaboración gráfica de Wikipedia            |